# ダニエル・ピスコーポ
ダニエル・ピスコーポ（Daniel Piscopo、1920年2月11日 – 2009年12月14日）は、マルタのコスピークワ出身の政治家。マルタ労働党所属。
1947年より政治家としての活動を始め、厚生大臣、郵便大臣、エネルギー・天然資源大臣、観光大臣などのさまざまなポストで活動を行った。厚生大臣時代には病院の現代化や、精神医療の発展などに尽くした。
2009年12月14日、妻と3人の子を残して89歳で亡くなった。死因は明らかにされていない。